# Акастівський гнейс

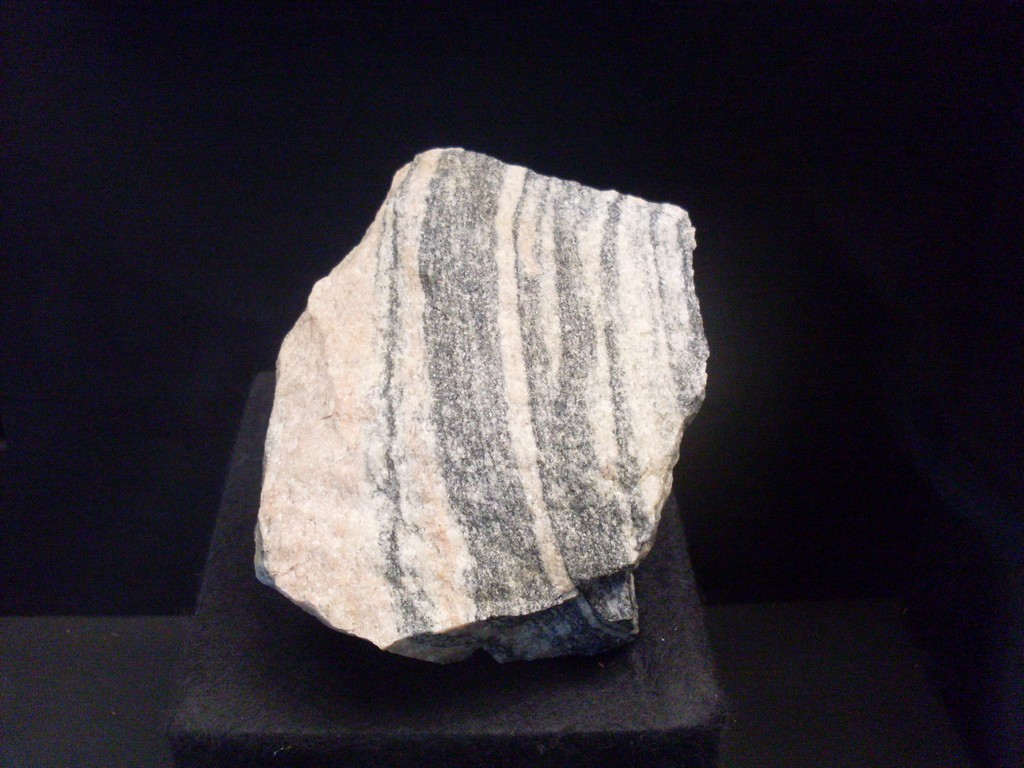
Фрагмент акастівського гнейсу, виставлений у музеї природничої історії у Відні

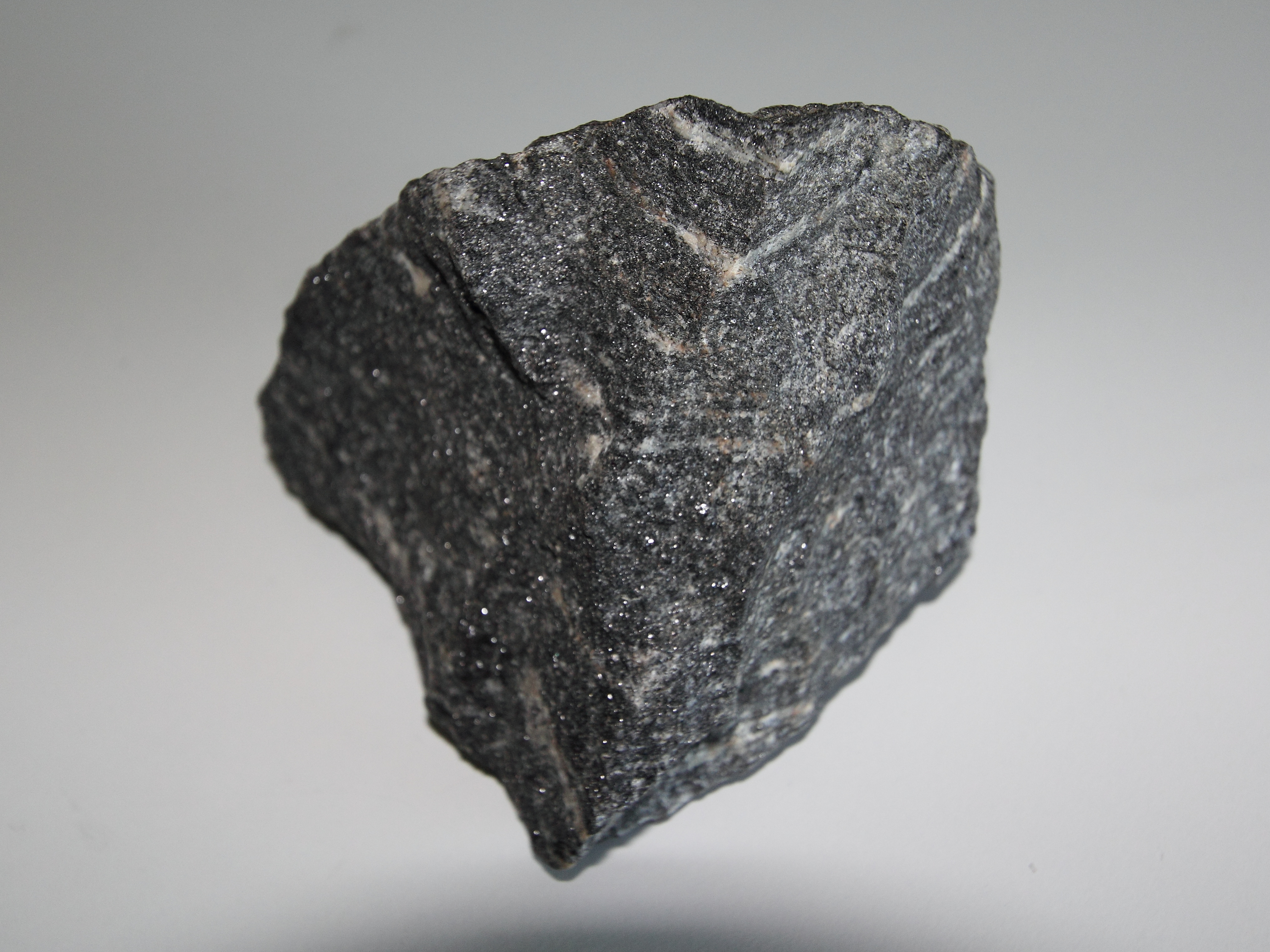
Інший фрагмент акастівського гнейсу (колекція: Г. Мартін, Університет імені Блеза Паскаля)

Акастівський гнейс — тоналітовий гнейс у кратоні Слейв на Північно-західних територіях, Канади. Основна маса породи відслонена на острові приблизно за 300 кілометрів від Єллоунайфа. Порода з цього відслонення зазнала метаморфізму від 3,58 до 4,031 мільярда років тому, і є найстарішим відомим неушкодженим фрагментом кори на Землі.
Вперше описаний 1989 року, гнейс отримав свою назву від річки Акаста, що протікає неподалік, на схід від Великого Ведмежого озера. Акастівське відслонення розташоване у віддаленій місцевості, на території проживання народу Тлічо. Це — найстаріша відома відслонена гірська порода у світі.

## Утворення
Метаморфічна гірська порода, відкрита у відслоненні, початково була гранітоїдом, який сформувався 4,2 мільярда років тому — вік визначено на основі радіоізотопного датування кристалів циркону як 4.2 Ga. Акастівський гнейс є важливим для висвітлення ранньої історії континентальної земної кори. Акастівський гнейс утворився в неофіційний період басейнових груп у Гадейський еон, що передував Архею.

## Суперечки щодо рекорду
2008 року з'явилося повідомлення про те, що вік відслоненої гірської породи в поясі зеленкуватих порід Нуввуаґіттук на східних берегах Гудзонової затоки, 40 кілометрів на південь від Інукджуака, Квебек, Канада, становить 4,28 мільярда років, а отже, вона є старшою за акастівський гнейс. Проте використаний метод датування не включав такого ж радіоізотопного датування кристалів циркону, а тому спірним залишається питання, чи визначена дата справді відповідає даті утворення самої породи, а чи вона стосується  радше залишкової ізотопної сигнатури старішої речовини, яка розплавилась, щоб сформувати пізнішу скельну породу.
Мафічні скельні породи з поясу зеленкуватих порід Нуввуаґіттук мають визначені ізотопні композиції, які можуть походити лише з Гадейської ери (тобто мають понад 4 мільярди років), а повне ізотопне дослідження всіх літологій цього поясу зеленкуватих порід свідчить про те, що вони утворились близько 4,4 мільярда років тому.

## Виставки
- 2003 року команда зі Смітсонівського інституту видобула чотиритонний валун акастівського гнейсу, щоб розмістити його для показу зовні Національного музею американських індіанців у Вашингтоні. Інший екземпляр виставлено в Музеї геології Університету Бразилії.
- У 2006 році Пітер Скіннер та Берт Серво пожертвували невеличкий зразок цієї породи проєктові Six String Nation. Частину цього матеріалу вбудували в перший лад Вояджера[6] — гітари, яка перебувала в самому серці цього проєкту.